# Парізідор
Парізідор (фр. parisis d'or — паризький золотий) — французька монета, що випускалася спочатку Філіпом VI Валуа (1328—1350) майже з чистого золота вагою 7,42 г вартістю 1 паризький лівр, або 25 турських су. Назва монети пов'язана з тим, що вона карбувалася з паризької марки, яка була на 1 / 4 важче Турської (у XVII ст. паризька марка вийшла з ужитку). На монеті був зображений король на троні, зі скіпетром, двома левами в ногах і хрестом на реверсі.

## Джерело
- 3варич В. В. Нумізматичний словник. — Львів: «Вища школа», 1978, 338 с.